# Бузаки (заказник)
Бузаки — ландшафтний заказник місцевого значення. Об'єкт розташований на території Камінь-Каширського району Волинської області, ДП СЛАП «Камінь-Каширськагроліс», Полицівське лісництво, квартал 46, виділи 2-15, 18-30, 34-37, 39-43, 45-48.
Площа — 81,8 га, статус отриманий у 1991 році.
Охороняється ділянка соснового лісу природного походження 1–2 бонітету, віком близько 95 років із домішкою вільхи чорної Alnus glutinosa і берези повислої (Betula pendula). У трав'яному покриві заказника зростають чорниця звичайна (Vaccinium myrtillus) і лохина (Vaccinium uliginosum). Трапляється вид, занесений до Червоної книги України – журавлина дрібноплода (Oxycoccus microcarpus). 
У заказнику є озеро карстового походження «Святе» площею 8 га, по берегах якого зростає багно звичайне (Ledum palustre).